# Yadanarbon FC
El Yadanarbon Football Club es un equipo de fútbol de Birmania que pertenece a la Liga Nacional de Birmania, la liga de fútbol más importante del país.
Fue fundado en la ciudad de Mandalay en el año 2009.

## Palmarés
Títulos oficiales: (5)
Torneos Nacionales: (4)
- Myanmar National League: 4

2009, 2009-10, 2010, 2014
Torneos Internacionales: (1)
- President's Cup: 1

2010

## Participación en competiciones de la AFC
| Temporada | Torneo                   | Ronda             | Club                | Casa      | Visita    | Global   |
| --------- | ------------------------ | ----------------- | ------------------- | --------- | --------- | -------- |
| 2010      | AFC President's Cup      | Grupo C           | Druk Star           | 11–0      | 11–0      | 1º Lugar |
| 2010      | AFC President's Cup      | Grupo C           | HTTU Aşgabat        | 0–0       | 0–0       | 1º Lugar |
| 2010      | AFC President's Cup      | Semifinales       | Vakhsh Qurghonteppa | 2–0       | 2–0       | 2–0      |
| 2010      | AFC President's Cup      | Final             | Dordoi Bishkek      | 1–0 (aet) | 1–0 (aet) | Campeón  |
| 2011      | AFC President's Cup      | Grupo B           | Yeedzin             | 6–0       | 6–0       | 2º Lugar |
| 2011      | AFC President's Cup      | Grupo B           | Jabal Al-Mukaber    | 4–3       | 4–3       | 2º Lugar |
| 2011      | AFC President's Cup      | Grupo B           | Istiklol            | 1–1       | 1–1       | 2º Lugar |
| 2011      | AFC President's Cup      | Grupo B           | Phnom Penh Crown    | 0–4       | 0–4       | 0–4      |
| 2011      | AFC President's Cup      | Grupo B           | Neftchi Kochkor-Ata | 2–8       | 2–8       | 2–8      |
| 2015      | AFC Champions League     | 1ª Clasificatoria | Warriors            | 1–1 (p)   | 1–1 (p)   | 1–1 (p)  |
| 2015      | AFC Cup                  | Grupo G           | South China         | 0–3       | 1-3       | 4º Lugar |
| 2015      | AFC Cup                  | Grupo G           | Pahang              | 2–3       | 4-7       | 4º Lugar |
| 2015      | AFC Cup                  | Grupo G           | Global FC           | 2–0       | 1-4       | 4º Lugar |
| 2016      | Mekong Club Championship | 1                 | SHB Đà Nẵng         | 2–2       |           |          |
| 2016      | Mekong Club Championship | 1                 | Lanexang United     | 3–3       |           |          |
| 2017      | AFC Champions League     | 2ª Clasificatoria | Sukhothai           | 0–5       | 0–5       | 0–5      |
| 2017      | AFC Cup                  | Grupo H           | Home United         | 1–0       | 1–4       | 3º Lugar |
| 2017      | AFC Cup                  | Grupo H           | Than Quảng Ninh     | 0–3       | 1–1       | 3º Lugar |

## Jugadores destacados
- Valery Sanou
- Edison Fonseca

## Equipos Afiliados
- Muang Thong United